# Рожков, Владимир Степанович
Влади́мир Степа́нович Рожко́в (6 января 1934, Москва, СССР — 19 апреля 1997, Москва, СССР) — протоиерей, священнослужитель Русской православной церкви, советский и российский религиозный деятель и историк церкви.
Референт отдела внешних церковных сношений Московской патриархии (ОВЦС), старший помощник инспектора Московской духовной академии и семинарии.
Доцент МДА по кафедре западных исповеданий, доктор канонического права (тема диссертации «Церковные вопросы в Государственной Думе», работа защищена в Папском Восточном институте),
Консультант М.С. Горбачева в период подготовки первого визита советского лидера в Ватикан и встречи с Иоанном Павлом II в декабре 1989 года.
Депутат Москворецкого райсовета города Москвы.

## Образование
Родился в семье рабочего, отец погиб на фронте во время Великой Отечественной войны. С 1951 года — послушник Троице-Сергиевой лавры.
Окончил Московскую духовную семинарию (1956), учился в Московской духовной академии. Окончил Ленинградскую духовную академию (1960) со степенью кандидата богословия. В 1968—1970 гг. изучал каноническое право в Папском Восточном институте в Риме. 

## Священник

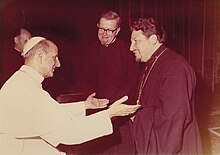
Владимир Рожков на приеме у папы Римского Павла VI. Ватикан, 1970

С 1961 года начал служение диаконом храма Рождества Иоанна Предтечи на Пресне. С 21 апреля 1962 года — священник Покровского храма села Петровского Наро-Фоминского района Московской области, а 31 мая 1962 года был определён настоятелем Никольского храма города Пушкино Московской области.
С 1964 года учился в аспирантуре при Московской духовной академии (МДА), был настоятелем Покровского храма в Петровском.
С 1966 года — сотрудник ОВЦС и преподаватель аспирантуры при МДА, в 1967—1968 годах — священник церкви Иоанна Воина в Москве. С 1970 года — настоятель храма Живоначальной Троицы на Воробьёвых горах и одновременно — преподаватель.
С 1971 года — настоятель храма Ильи Пророка в Черкизове, с марта 1974-го — настоятель церкви в честь иконы Божией Матери, именуемой «Нечаянная Радость», в Марьиной Роще, с марта 1978-го — настоятель храма Покрова Пресвятой Богородицы на Лыщиковой горе. 
С декабря 1979 — настоятель храма иконы Божией Матери «Знамение» в Переяславской слободе.
20 февраля 1984 года, после кончины протоиерея Всеволода Шпиллера, был назначен настоятелем храма Святителя Николая в Кузнецах в Москве.
К празднику Святой Пасхи в 1987 году он награжден правом служения Божественной литургии с отверстыми царскими вратами до "Отче наш".
За время священнического служения отец Владимир в составе церковных делегаций посетил Иорданию, Израиль, Грецию, Болгарию, Египет, Эфиопию, Кению, Уганду, Мадагаскар, Румынию, Францию, Англию, Бельгию, Швейцарию, Японию и Австрию. Любил богослужение, обладал проповедническим даром, прекрасным голосом и музыкальным слухом, был человеком широких взглядов, сильного проницательного ума. Он горячо радовался возрождающейся евхаристической жизни, большому количеству причастников в воскресные и праздничные дни.  Принимал участие в работе «Христианского церковно-общественного канала», рассказывая в своих радиопередачах о современной жизни западных христиан. С уважением относился к историческому опыту Римско-католической церкви. Был противником многих предубеждений, существующих против католичества в православной среде, но при этом подвергал аргументированной критике те стороны учения и практики католицизма, которые принципиально расходятся с православной традицией.
17 февраля 1968 года папа Павел VI принимал Владимира Рожкова. «Его Святейшество обратился к нам с краткой речью, где выразил свое удовлетворение нашим прибытием». Владимир Рожков преподнес в дар папе бронзовую икону Казанской Божьей Матери, которую понтифик благоговейно поцеловал. Это был первый случай в истории православной и католической церквей.
В 1975 году за написанную книгу «Церковные вопросы в государственной думе» отец Владимир был удостоен степени доктора канонического права. В том же 1975 году Понтификальный Восточный институт выпустил эту работу отдельным изданием. В России книга была переиздана несколько раз.
Достойно и торжественно закончился земной путь отца Владимира, не дожившего всего двух дней до 35-летнего юбилея своего пастырского служения.
Погребен отец Владимир на Головинском кладбище в Москве.

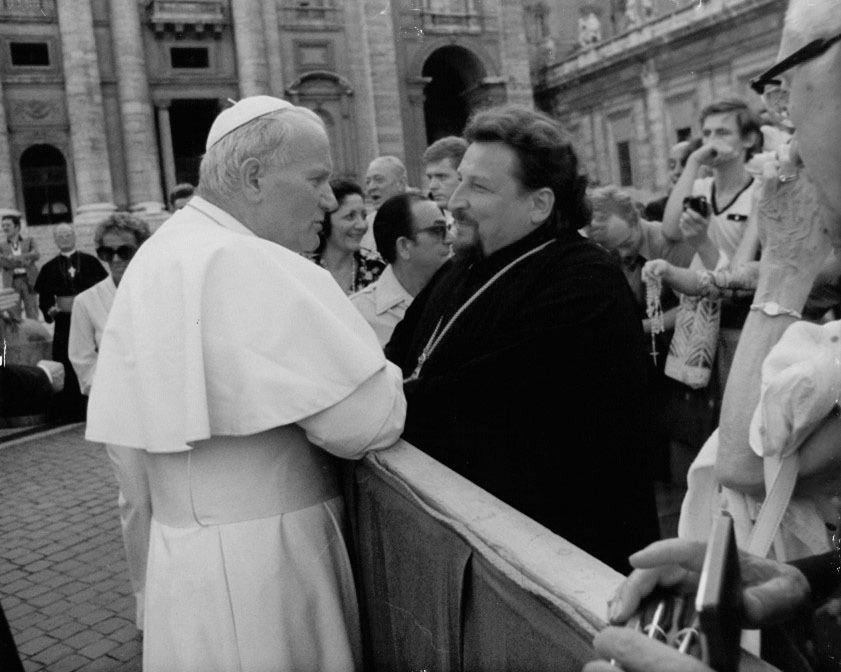

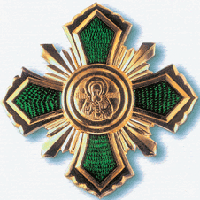

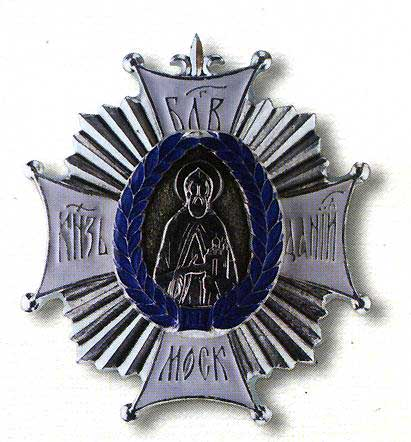

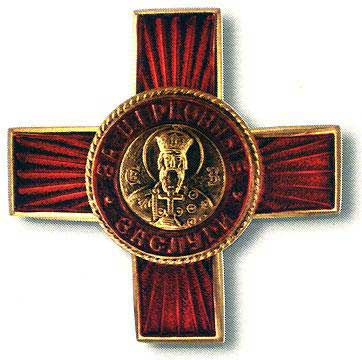

## Публикации
Статьи
- Памяти протоиерея о. Димитрия Цветкова // Журнал Московской Патриархии. 1958. — № 9. — С. 9-10.
- Типикон (стр. 1134 + 20 стр. Приложения. Изд. Московской Патриархии. М., 1954) // Журнал Московской Патриархии. 1958. — № 11. — С. 71-72.
- Архидиакон Георгий Антоненко (некролог) // Журнал Московской Патриархии. 1959. — № 1. — С. 15-16.
- Великое заступление // Журнал Московской Патриархии. 1962. — № 10. — С. 59-63.
- Освящение наше // Журнал Московской Патриархии. 1962. — № 11. — С. 41-42.
- Защита магистерской диссертации в Московской Духовной Академии [прот. Серафим Железнякович «История Яблочинского Свято-Онуфриевского монастыря»] // Журнал Московской Патриархии. 1964. — № 7. — С. 19-22.
- Некролог [Туриков С. П., протодиакон, Москва] // Журнал Московской Патриархии. 1964. — № 9. — С. 14.
- Протодиакон Сергей Павлович Туриков (некролог) // Журнал Московской Патриархии. 1964. — № 9. — С. 14-16.
- К пребыванию в Советском Союзе профессора Э. Айдоу // Журнал Московской Патриархии. 1964. — № 10. — С. 7-10.
- Преподобный Нестор Летописец // Журнал Московской Патриархии. 1964. — № 10. — С. 57-62.
- Паломничество в Святую Землю // Журнал Московской Патриархии. 1965. — № 6. — С. 16-21.
- Доклад протоиерея Владимира Рожкова в МДА о II Ватиканском Соборе // Журнал Московской Патриархии. — 1967. — № 5. — С. 14.
- Делегация Движения католического духовенства Чехословакии за мир в Советском Союзе // Журнал Московской Патриархии. 1967. — № 11. — С. 52-54.
- Церковные торжества Румынской Православной Церкви // Журнал Московской Патриархии. 1967. — № 11. — С. 60-63.
- Визит в Кению // Журнал Московской Патриархии. 1968. — № 2. — С. 50-54.
- Церковь святого Иоанна Воина, что на Якиманке в Москве // Журнал Московской Патриархии. 1968. — № 4. — С. 8-14.
- У древних святынь Италии. Бари — город Святителя Николая // Журнал Московской Патриархии. 1968. — № 10. — С. 68-72.
- У древних святынь Италии // Журнал Московской Патриархии. 1969. — № 10. — С. 81-86.
- У святынь христианской древности // Журнал Московской Патриархии. 1970. — № 7. — С. 63-70.
- О древних памятниках современного Рима // Журнал Московской Патриархии. 1971. — № 3. — С. 70-73.
- Будем молиться друг за друга // Журнал Московской Патриархии. 1980. — № 6. — С. 62-66.
- Международный конгресс православных канонистов // Журнал Московской Патриархии. 1982. — № 1. — С. 52.
- Протоиерей Всеволод Димитриевич Шпиллер [некролог] // Журнал Московской Патриархии. 1984. — № 7. — С. 36-38.
- Приходская жизнь: только в ограде храма? // Журнал Московской Патриархии. — 1990. — № 6. — С. 20.
- О Церкви // Журнал Московской Патриархии. 1991. — № 8. — С. 37.
- Вопрос о реформе церковного прихода в Государственной думе (исторический обзор) // Журнал Московской Патриархии. 1992. — № 4. — С. 49-56.
- О реформе церковного прихода в Государственной думе // Журнал Московской Патриархии. 1992. — № 5. — С. 27-32.

Книги
- Церковные вопросы в Государственной Думе. — Roma: Opere Religiose Russe, 1975. — 453 с.
  - Церковные вопросы в Государственной Думе. — М.: Изд-во Крутицкого подворья : О-во любителей церковной истории, 2004. — 560 с. — (Материалы по истории церкви). — ISBN 5-94688-018-7.
- Очерки по истории римско-католической церкви : Курс лекций, прочит. для студентов 3-го курса Моск. духов. акад.. — М.: Православ. товарищество "Колокол" : Христиан. лит.. — 304 с.
  - Очерки по истории римско-католической церкви. — М.: Духовная библиотека, 1998. — 320 с. — 2000 экз. — ISBN 5-265-01560-4.